# Élections législatives fédérales belges de 2007

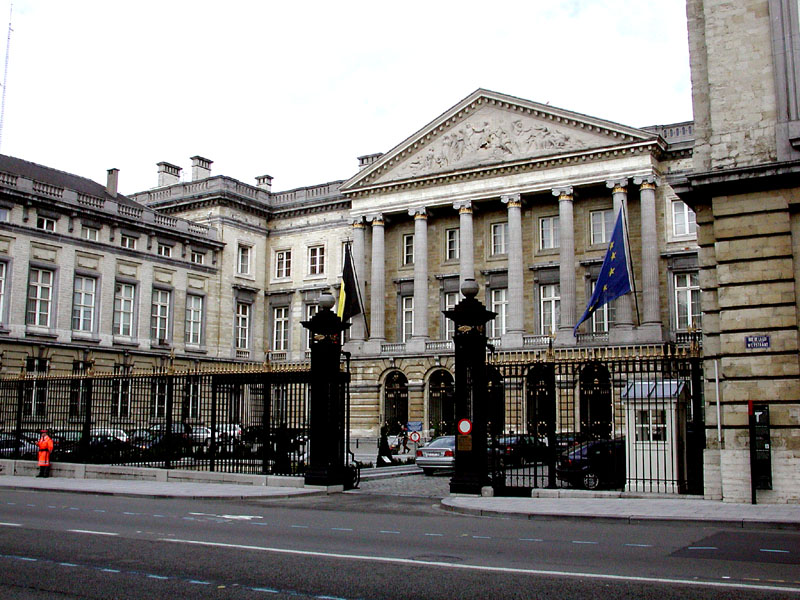
Bâtiment du parlement fédéral belge (Palais de la Nation), à Bruxelles

Les élections législatives fédérales belges se sont déroulées le dimanche 10 juin 2007. Les électeurs ont été amenés à élire les nouveaux membres de la Chambre des représentants et du Sénat. Les précédentes élections législatives ont eu lieu le 18 mai 2003.
L'hémicycle de la Chambre se compose de 150 députés, dont 88 seront élus par le groupe linguistique néerlandophone (essentiellement en Région flamande) et 62 par le groupe linguistique francophone (dont 48 en Région wallonne et 14 à Bruxelles).
Le Sénat se compose quant à lui de 74 sénateurs. Quarante sénateurs seront élus directement le 10 juin 2007, dont 25 sénateurs élus par le collège néerlandophone et 15 sénateurs élus par le collège francophone. Vingt-et-un sénateurs sont élus par les parlements des communautés flamande (10 sénateurs), française (10 sénateurs) et germanophone (1 sénateur). En outre, on retrouve 10 sénateurs cooptés : 6 désignés par les 35 sénateurs flamands déjà repris, et 4 désignés par les 25 sénateurs francophones déjà repris. Enfin, les trois enfants du roi Albert II de Belgique sont considérés comme sénateurs de droit. Il est question de transformer cette Chambre belge en Chambre des Etats sur le modèle de ce type d'assemblée dans les Etats fédéraux comme le Bundesrat en Allemagne.[réf. souhaitée]
Le vote est obligatoire. Le corps électoral est constitué de tous les citoyens belges âgés de 18 ans accomplis ou plus en date du 10 juin 2007, inscrits dans une commune du Royaume, une ambassade ou un consulat de Belgique et qui ne se trouve pas dans l'un des cas d'exclusion ou de suspension prévus par les articles 6 à 9bis du code électoral.
Un minimum légal de 5 % des voix est nécessaire pour qu'un parti puisse être représenté par un ou plusieurs de ses membres à la Chambre ou au Sénat.

## Agenda électoral
Trois mois avant la date prévue des élections, initialement le 24 juin 2007, une limitation des dépenses électorales entre en vigueur. Elle est donc en place du 24 mars 2007 jusqu'à l'élection. Un arrêté royal, adopté le 1er mai 2007 et publié au Moniteur belge le 2 mai 2007, fixe la date de dissolution des Chambres; la liste des articles de la Constitution qui pourront être révisés est également publiée. Cette révision de la Constitution s'inscrit dans le cadre des négociations communautaires entre Flamands et francophones. Ce jour-là, les deux Chambres du Parlement sont dissoutes. Le Gouvernement, quant à lui, est démissionnaire et ne gère plus que les « affaires courantes », c'est-à-dire tout ce qui concerne l'administration et les affaires plus urgentes.
Le 11 mai 2007, les différents partis qui se présentent aux élections déposent leurs sigles et logos officiels au Ministère de l'Intérieur. À 12 heures, le ministre de l'Intérieur, Patrick Dewael, procède au tirage au sort des numéros nationaux attribués à chacun des partis dont les sigles et logos sont protégés. Le 27 mai 2007, le Conseil des ministres, après consultation des présidents de parti, de la Cour constitutionnelle, du Conseil d'État, des ministres-présidents des communautés et des régions, décide quels articles révisables de la Constitution seront pris en considération.
Le 10 juin 2007, le Gouvernement présente sa démission au Roi. Il expédie les  affaires courantes  jusqu'à ce qu'un nouveau Gouvernement soit formé et nommé par le Roi. Ce jour-là ont lieu les élections dans toutes les circonscriptions électorales du Royaume.

## Partis en lice
- Belgische Unie - Union belge (BUB), est un parti centriste pour l'union nationale en Belgique, unitaire (à la fois francophone et néerlandophone)
- Centre démocrate humaniste (cdH), parti démocrate humaniste, francophone
- Chrétiens démocrates fédéraux (CDF), parti démocrate chrétien, unitaire
- Christen-Democratisch en Vlaams (CD&V), parti démocrate chrétien, néerlandophone, en cartel avec la Nieuw-Vlaamse Alliantie, parti séparatiste, néerlandophone
- Comité pour une autre politique (CAP), parti unitaire de gauche,
- Ecolo, parti vert, francophone et germanophone
- Forza Flandria, néerlandophone
- Front national (FN), parti nationaliste, francophone
- Groen!, parti vert, néerlandophone
- Ligue arabe européenne, organisation panarabe établie en Belgique et aux Pays-Bas
- Lijst Dedecker, parti de l'ancien sénateur VLD, Jean-Marie Dedecker, néerlandophone
- Mouvement réformateur (MR), parti libéral, francophone, comprenant notamment le FDF et le Mouvement des citoyens pour le changement
- Nee, parti néerlandophone
- Parti communiste, parti d'extrême gauche, francophone
- Parti du travail de Belgique (PTB/PVDA), parti unitaire d'extrême gauche, unitaire
- Parti socialiste (PS), parti social-démocrate, francophone
- Rassemblement Wallonie France, parti séparatiste prônant le rattachement à la France, francophone
- Socialistische Partij Anders (sp.a), parti social-démocrate, néerlandophone, en cartel avec Spirit, parti confédéraliste, néerlandophone
- UNIE, parti unioniste, à la fois francophone et néerlandophone
- Vlaams Belang, parti nationaliste, néerlandophone
- Vlaamse Liberalen en Democraten (VLD), récemment rebaptisé Open VLD, parti libéral, néerlandophone, en cartel avec Vivant, parti unitaire, et Liberaal Appèl, parti de droite libérale, néerlandophone
- VLOTT, parti de l'ancien sénateur VLD, Hugo Coveliers, libéral, néerlandophone
- Wallon, parti séparatiste prônant l'indépendance de la Wallonie et éventuellement le rattachement à la France, francophone

## Numéros de liste nationaux
Pour le Sénat
| 1. Front national 2. Centre démocrate humaniste 3. Christen-Democratisch en Vlaams/Nieuw-Vlaamse Alliantie 4. Vlaams Belang 5. Mouvement réformateur 6. Vlaamse Liberalen en Democraten (Open VLD) 7. Parti socialiste 8. Groen! 9. Socialistische Partij Anders-Spirit 10. Ecolo 11. Lijst Dedecker 12. Parti communiste 13. Comité pour une autre politique 14. Rassemblement Wallonie France 15. Parti du travail de Belgique (PTB/PVDA) |

## Têtes de liste
Les listes pour la Chambre sont dressées par province, à l'exception du Brabant flamand et de la région de Bruxelles-Capitale qui sont divisés en deux arrondissements électoraux, Louvain et Bruxelles-Hal-Vilvorde (BHV). Les listes pour le sénat sont introduites sur base linguistiques. Les cinq provinces Wallonnes et l'arrondissement électoral Bruxelles-Hal-Vilvorde pour les francophones, quatre des provinces flamandes, Louvain et Bruxelles-Hal-Vilvorde pour les néerlandophones.

### Partis francophones
| Parti | Parti | Sénat            | Liège             | Hainaut            | Luxembourg       | Namur            | Brabant wallon   | Bruxelles-Hal-Vilvorde |
| ----- | ----- | ---------------- | ----------------- | ------------------ | ---------------- | ---------------- | ---------------- | ---------------------- |
|       | PS    | Anne-Marie Lizin | Michel Daerden    | Elio Di Rupo       | André Perpète    | Claude Eerdekens | André Flahaut    | Laurette Onkelinx      |
|       | MR    | Armand De Decker | Didier Reynders   | Olivier Chastel    | Philippe Collard | Sabine Laruelle  | Charles Michel   | Olivier Maingain       |
|       | CDH   | Francis Delpérée | Melchior Wathelet | Catherine Fonck    | Josy Arens       | Maxime Prévot    | André Antoine    | Joëlle Milquet         |
|       | Ecolo | Isabelle Durant  | Muriel Gerkens    | Jean-Marc Nollet   | Cécile Thibaut   | Georges Gilkinet | Thérèse Snoy     | Zoé Genot              |
|       | FN    | Michel Delacroix | Michaël Bollen    | Patrick Cocriamont | Pierre Beneux    | Daniel Canivet   | Grégory Duquenne | Maryvonne Vermonden    |

### Partis néerlandophones
| Parti | Parti         | Sénat               | Flandre-Occidentale      | Flandre-Orientale     | Anvers                    | Limburg            | Louvain         | Bruxelles-Hal-Vilvorde |
| ----- | ------------- | ------------------- | ------------------------ | --------------------- | ------------------------- | ------------------ | --------------- | ---------------------- |
|       | CD&V - N-VA   | Yves Leterme        | Hendrik Bogaert          | Pieter De Crem        | Inge Vervotte             | Jo Vandeurzen      | Carl Devlies    | Herman Van Rompuy      |
|       | Open VLD      | Guy Verhofstadt     | Vincent Van Quickenborne | Karel De Gucht        | Bart Somers               | Patrick Dewael     | Rik Daems       | Maggie De Block        |
|       | sp.a - SPIRIT | Johan Vande Lanotte | Renaat Landuyt           | Freya Van den Bossche | Christine Van Broeckhoven | Peter Vanvelthoven | Bruno Tobback   | Hans Bonte             |
|       | VB            | Frank Vanhecke      | Koen Bultinck            | Guy D'haeseleer       | Gerolf Annemans           | Bert Schoofs       | Hagen Goyvaerts | Filip De Man           |
|       | Groen         | Vera Dua            | Wouter De Vriendt        | Stefaan Van Hecke     | Meyrem Almaci             | Johan Danen        | Peter Lombaert  | Tinne Van der Straeten |
|       | LDD           | Lieve Van Ermen     | Jean-Marie Dedecker      | Martine De Maght      | Jurgen Verstrepen         | Marc Similon       | Dirk Vijnck     | Isabelle Van Laethem   |

## Résultats

### Élections à la Chambre

#### Par listes
|                        |                                                 |           |       |               |        |               |  |
| Parti                  | Parti                                           | Voix      | %     | +/-           | Sièges | +/-           |  |
|                        | Cartel CD&V - N-VA                              | 1 234 950 | 18,51 | 2,20          | 30     | 8             |  |
|                        | Mouvement réformateur (MR)                      | 835 073   | 12,52 | 1,12          | 23     | 1             |  |
|                        | Vlaams Belang (VB)                              | 799 844   | 11,99 | 0,40          | 17     | 1             |  |
|                        | Open Vlaamse Liberalen en Democraten (Open VLD) | 789 445   | 11,83 | 3,53          | 18     | 7             |  |
|                        | Parti socialiste (PS)                           | 724 787   | 10,86 | 2,16          | 20     | 5             |  |
|                        | Cartel sp.a - Spirit                            | 684 390   | 10,26 | 4,65          | 14     | 9             |  |
|                        | Centre démocrate humaniste (cdH)                | 404 077   | 6,06  | 0,59          | 10     | 2             |  |
|                        | Ecolo                                           | 340 378   | 5,10  | 2,04          | 8      | 4             |  |
|                        | Lijst Dedecker (LDD)                            | 268 648   | 4,03  | Nv.           | 5      | 5             |  |
|                        | Groen                                           | 265 828   | 3,98  | 1,51          | 4      | 4             |  |
|                        | Front national (FN)                             | 131 385   | 1,97  | 0,01          | 1      | en stagnation |  |
|                        | Parti du travail de Belgique (PTB/PVDA)         | 52 689    | 0,79  | 0,48          | 0      | en stagnation |  |
|                        | Rassemblement Wallonie France (RWF)             | 26 240    | 0,39  | en stagnation | 0      | en stagnation |  |
|                        | Comité pour une autre politique (CAP)           | 20 083    | 0,30  | Nv.           | 0      | en stagnation |  |
|                        | Parti communiste (PC)                           | 19 329    | 0,29  | 0,19          | 0      | en stagnation |  |
|                        | Autres                                          | 74 214    | 1,11  | -             | 0      | -             |  |
|                        |                                                 |           |       |               |        |               |  |
| Suffrages exprimés     | Suffrages exprimés                              | 6 671 360 | 94,87 |               |        |               |  |
| Votes blancs et nuls   | Votes blancs et nuls                            | 360 717   | 5,13  |               |        |               |  |
| Total                  | Total                                           | 7 032 077 | 100   | -             | 150    | en stagnation |  |
| Abstentions            | Abstentions                                     | 688 719   | 8,92  |               |        |               |  |
| Inscrits/Participation | Inscrits/Participation                          | 7 720 796 | 91,08 |               |        |               |  |

#### Résumé par famille politique
| Familles politiques | Familles politiques  | Partis           | %     | +/-  | Sièges | +/-           |
| ------------------- | -------------------- | ---------------- | ----- | ---- | ------ | ------------- |
|                     | Chrétiens-démocrates | CD&V, N-VA, cdH  | 24,57 | 5,85 | 40     | 11            |
|                     | Libéraux             | MR, Open VLD     | 24,35 | 2,41 | 41     | 8             |
|                     | Socialistes          | PS, sp.a, Spirit | 21,12 | 6,81 | 34     | 14            |
|                     | Extrême droite       | VB, FN           | 13,96 | 0,39 | 18     | 1             |
|                     | Écologistes          | Ecolo, Groen     | 9,08  | 3,55 | 12     | 8             |
|                     | Droite flamande      | LDD              | 4,03  | Nv.  | 5      | 5             |
|                     | Autres               | Autres           | 2,89  | -    | 0      | -             |
| Total               | Total                | Total            | 100   | -    | 150    | en stagnation |

### Élections au Sénat
|                        |                                                 |           |       |      |              |               |        |  |
| Parti                  | Parti                                           | Voix      | %     | +/-  | Élus directs | +/-           | Sièges |  |
|                        | Cartel CD&V - N-VA                              | 1 287 389 | 19,42 | 3,65 | 9            | 3             | 14     |  |
|                        | Open Vlaamse Liberalen en Democraten (Open VLD) | 821 980   | 12,40 | 2,98 | 6            | 1             | 9      |  |
|                        | Mouvement réformateur (MR)                      | 815 755   | 12,31 | 0,16 | 5            | en stagnation | 10     |  |
|                        | Vlaams Belang (VB)                              | 787 782   | 11,89 | 0,57 | 5            | en stagnation | 8      |  |
|                        | Parti socialiste (PS)                           | 724 787   | 10,24 | 2,60 | 4            | 2             | 9      |  |
|                        | Cartel sp.a - Spirit                            | 678 812   | 10,04 | 5,43 | 4            | 3             | 6      |  |
|                        | Centre démocrate humaniste (cdH)                | 390 852   | 5,90  | 0,36 | 2            | en stagnation | 5      |  |
|                        | Ecolo                                           | 385 466   | 5,82  | 2,63 | 2            | 1             | 5      |  |
|                        | Groen                                           | 241 151   | 3,64  | 1,18 | 1            | 1             | 3      |  |
|                        | Lijst Dedecker (LDD)                            | 223 992   | 3,38  | Nv.  | 1            | 1             | 1      |  |
|                        | Front national (FN)                             | 150 461   | 2,27  | 0,02 | 1            | en stagnation | 1      |  |
|                        | Parti du travail de Belgique (PTB/PVDA)         | 54 807    | 0,82  | 0,53 | 0            | en stagnation | 0      |  |
|                        | Rassemblement Wallonie France (RWF)             | 32 094    | 0,48  | 0,06 | 0            | en stagnation | 0      |  |
|                        | Parti communiste (PC)                           | 19 632    | 0,30  | Abs. | 0            | en stagnation | 0      |  |
|                        | Force nationale                                 | 14 866    | 0,22  | Nv.  | 0            | en stagnation | 0      |  |
|                        | Chrétiens démocrates francophones (CDF)         | 13 319    | 0,20  | 0,39 | 0            | en stagnation | 0      |  |
|                        | Comité pour une autre politique (CAP)           | 12 938    | 0,20  | Nv.  | 0            | en stagnation | 0      |  |
|                        | Autres                                          | 31 489    | 0,47  | -    | 0            | -             | 0      |  |
|                        |                                                 |           |       |      |              |               |        |  |
| Suffrages exprimés     | Suffrages exprimés                              | 6 628 127 | 94,25 |      |              |               |        |  |
| Votes blancs et nuls   | Votes blancs et nuls                            | 404 257   | 5,75  |      |              |               |        |  |
| Total                  | Total                                           | 7 032 384 | 100   | -    | 40           | en stagnation | 71     |  |
| Abstentions            | Abstentions                                     | 688 412   | 8,92  |      |              |               |        |  |
| Inscrits/Participation | Inscrits/Participation                          | 7 720 796 | 91,08 |      |              |               |        |  |

### Résultats détaillés (Chambre des Représentants)
Les partis représentés au Parlement ne proposent plus de listes dans toute la Belgique : les partis flamands, émettent des listes en Flandre et à Bruxelles, tandis que les partis wallons et bruxellois francophones, soumettent des listes en Région wallonne et à Bruxelles. Par conséquent, il est intéressant de connaître le détail des votes par corps électoral.

#### Corps électoral flamand
| Suffrages exprimés | Suffrages exprimés | Suffrages exprimés | 3 985 722 |             | 88 sièges à pourvoir | 88 sièges à pourvoir |
|                    |                    |                    |           |             |                      |                      |
| Liste              | Tête de liste      |                    | Suffrages | Pourcentage | Sièges acquis        | Var.                 |
| CD&V - N-VA        | Néant              |                    | 1 224 801 | 30,73 %     | 30 / 88              |                      |
| VB                 | Néant              |                    | 783 341   | 19,65 %     | 17 / 88              |                      |
| Open VLD           | Néant              |                    | 775 677   | 19,46 %     | 18 / 88              |                      |
| sp.a - Spirit      | Néant              |                    | 675 189   | 16,94 %     | 14 / 88              |                      |
| LDD                | Néant              |                    | 266 765   | 6,69 %      | 5 / 88               |                      |
| Groen              | Néant              |                    | 259 949   | 6,52 %      | 4 / 88               |                      |

Parmi les 30 députés sous étiquette CD&V - N-VA, 5 élus appartiennent effectivement à la N-VA; les 25 autres étant encartés CD&V.
Le commentaire qu'en fait le directeur du CRISP, Vincent de Coorebyter dans l'hebdomadaire Le Vif/L'Express est clair : « Le sort de la Belgique est entre les mains de séparatistes ». Cet observateur veut souligner par là le fait que, tant dans l'aile flamande du parlement fédéral belge que dans le Parlement flamand proprement dit (élu en 2004), les partis demandeurs de plus d'autonomie pour la Flandre (et par voie de conséquence pour les autres entités fédérées belges), sont largement prépondérants, notamment le CD&V et le Vlaams Belang mais aussi la Lijst Dedecker. À eux trois, ils obtiennent 52 sièges sur les 88 dévolus aux parlementaires flamands à la Chambre belge.

#### Corps électoraux bruxellois et wallon
| Suffrages exprimés | Suffrages exprimés | Suffrages exprimés | 456 036   |             | 14 sièges à pourvoir | 14 sièges à pourvoir |
|                    |                    |                    |           |             |                      |                      |
| Liste              | Tête de liste      |                    | Suffrages | Pourcentage | Sièges acquis        | Var.                 |
| MR                 | Néant              |                    | 148 372   | 32,54 %     | 6 / 14               |                      |
| PS                 | Néant              |                    | 102 134   | 22,4 %      | 3 / 14               |                      |
| cdH                | Néant              |                    | 68 703    | 15,07 %     | 3 / 14               |                      |
| Ecolo              | Néant              |                    | 67 211    | 14,74 %     | 2 / 14               |                      |
| VB                 | Néant              |                    | 15 136    | 3,32 %      | 0 / 14               |                      |
| Open VLD           | Néant              |                    | 13 768    | 3,02 %      | 0 / 14               |                      |
| FN                 | Néant              |                    | 13 603    | 2,98 %      | 0 / 14               |                      |
| CD&V - N-VA        | Néant              |                    | 10 146    | 2,22 %      | 0 / 14               |                      |
| sp.a - Spirit      | Néant              |                    | 9 201     | 2,02 %      | 0 / 14               |                      |
| Groen              | Néant              |                    | 5 879     | 1,29 %      | 0 / 14               |                      |
| LDD                | Néant              |                    | 1 883     | 0,41 %      | 0 / 14               |                      |

| Suffrages exprimés | Suffrages exprimés | Suffrages exprimés | 1 952 211 |             | 48 sièges à pourvoir | 48 sièges à pourvoir |
|                    |                    |                    |           |             |                      |                      |
| Liste              | Tête de liste      |                    | Suffrages | Pourcentage | Sièges acquis        | Var.                 |
| MR                 | Néant              |                    | 641 824   | 32,88 %     | 17 / 48              |                      |
| PS                 | Néant              |                    | 607 961   | 31,14 %     | 17 / 48              |                      |
| cdH                | Néant              |                    | 324 556   | 16,63 %     | 7 / 48               |                      |
| Ecolo              | Néant              |                    | 262 934   | 13,47 %     | 6 / 48               |                      |
| FN                 | Néant              |                    | 114 936   | 5,89 %      | 1 / 48               |                      |

| Suffrages exprimés | Suffrages exprimés | Suffrages exprimés | 2 352 234 |             | 62 sièges à pourvoir | 62 sièges à pourvoir |
|                    |                    |                    |           |             |                      |                      |
| Liste              | Tête de liste      |                    | Suffrages | Pourcentage | Sièges acquis        | Var.                 |
| MR                 | Néant              |                    | 790 196   | 33,59 %     | 23 / 62              |                      |
| PS                 | Néant              |                    | 710 095   | 30,19 %     | 20 / 62              |                      |
| cdH                | Néant              |                    | 393 259   | 16,72 %     | 10 / 62              |                      |
| Ecolo              | Néant              |                    | 330 145   | 14,04 %     | 8 / 62               |                      |
| FN                 | Néant              |                    | 128 539   | 5,46 %      | 1 / 62               |                      |

Du côté wallon et francophone, la chose qui frappe le plus, c'est la défaite du Parti socialiste : celui-ci avait toujours occupé la première place en Région wallonne depuis l'instauration du suffrage universel. En 2007, ce parti, en récoltant 29,6 % des voix, cède la première place aux libéraux du Mouvement réformateur de Didier Reynders, qui eux obtiennent 31,2 % des suffrages exprimés. Ces résultats ont fortement mis en cause la présidence d'Elio Di Rupo, sans que cependant les mandataires socialistes actuels s'expriment publiquement à ce sujet. L'ancien président socialiste Guy Spitaels, s'exprimant dans Le Soir et à la télévision, le jeudi 14 juin, semble avoir poussé Elio Di Rupo à annoncer qu'il se consacrerait à la présidence du PS et qu'il abandonnerait la présidence du Gouvernement wallon, poste dont Guy Spitaels estimait qu'il devait être occupé par une personne s'y consacrant à temps plein.
Si le MR et le PS font jeu égal en sièges (le PS étant battu en voix), à la Chambre belge en ce qui concerne les députés wallons, le PS domine toujours le Parlement wallon. Le MR domine aussi la représentation fédérale francophone (Wallons + Bruxellois francophones).

## Sondages préélectoraux
Si les différentes enquêtes pré-électorales ont dessiné les grands mouvements de voix, notamment le score important du CD&V, elles en ont sous-estimé certaines des amplitudes. Ainsi, l'ampleur du recul du sp.a, de la progression des familles écologistes et l'importante percée de la Lijst Dedecker n'ont pas été anticipées pas plus que la régression du PS, perdant son leadership politique en Wallonie au profit des libéraux pour la première fois depuis l'apparition du suffrage universel en Belgique,,.

## Conséquences et crise institutionnelle
- Le 11 juin, Johan Vande Lanotte démissionne de la présidence du SPA.
- Le 11 juin, Elio Di Rupo annonce la mise sous tutelle de l'union socialiste communale de Charleroi et de la fédération socialiste de Charleroi. Il demande par ailleurs la démission du bourgmestre et de tous les échevins PS de Charleroi.
- Le 12 juin, l'ensemble du collège des bourgmestre et échevins de Charleroi démissionne (y compris l'échevin CDH Jean-Jacques Viseur), conformément au souhait d'Elio Di Rupo.
- Le 12 juin, la majorité PS-CDH à la Région wallonne change en urgence avec le soutien de l'opposition une disposition du décret Courard régissant la loi électorale communale pour dénouer la situation à Charleroi en supprimant  l'obligation de l'appartenance du bourgmestre à la liste qui a fait le plus de voix et éventuellement permettre de nouvelles élections communales.
- Le 12 juin, après avoir consulté les principaux dirigeants politiques, le roi Albert II nomme Didier Reynders informateur.
- Le 14 juin, l'ancien président du PS Guy Spitaels, sortant de sa réserve, réagit à la défaite électorale socialiste en demandant à Elio Di Rupo de ne plus cumuler les différents mandats qu'il occupe et de choisir entre ses mandats de bourgmestre de Mons, président du parti et ministre-président de la Région wallonne, et en exprimant ses regrets face à la déconnexion entre les structures dirigeantes du PS et la population, et plus largement face à la passivité du socialisme européen.
- Le 15 juin, Elio Di Rupo décide de l'anticipation de l'élection à la présidence du PS, qui aura lieu en juillet plutôt qu'en octobre. Il annonce qu'il sera candidat et qu'il renoncera à la charge de ministre-président de la Région wallonne s'il est réélu.
- Le 20 juin, Didier Reynders informe le roi.
- Le 13 septembre, Jean-Luc Dehaene est nommé "démineur".
- Le 21 juillet, lors du Te Deum, Yves Leterme entonne La Marseillaise sur le parvis de la cathédrale de Bruxelles.
- Le 23 août, Yves Leterme jette l'éponge.
- Le 30 août, Herman Van Rompuy est nomme "explorateur" par le roi.
- Le 30 septembre, Leterme est de nouveau nommé formateur.